# Ischnolea oculata
Ischnolea oculata är en skalbaggsart som beskrevs av Maria Helena M. Galileo och Martins 1993. Ischnolea oculata ingår i släktet Ischnolea och familjen långhorningar. Inga underarter finns listade i Catalogue of Life.